# Mary Carter Reitano
Mary Carter Reitano (* 29. November 1934 als Mary Carter) ist eine ehemalige australische Tennisspielerin.
Ihre größten Erfolge waren der Titelgewinn im Dameneinzel 1956 und 1959 bei den Australischen Tennismeisterschaften. Außerdem gewann sie zusammen mit Margareth Smith 1961 den Titel im Damendoppel.

## Persönliches
Im Februar 1958 heiratete sie Sydney Reitano.